# (141) Lumen
Pour les articles homonymes, voir 141 et Lumen.
(141) Lumen est un astéroïde de la ceinture principale découvert par Paul-Pierre Henry le 13 janvier 1875.